# Толстая, Вера Васильевна
Вера Васильевна Толстая (1 августа 1879 — 20 октября 1968) — переводчица
 и народный учитель школ Елабужского уезда Вятской губернии. На протяжении 25 лет с 1901 по 1925 год — учительница школы деревни Большие Сибы. Заслуженный учитель Удмуртской АССР.

## Биография
Родилась в 1879 году в селе Деяново Курмышского уезда Симбирской губернии в семье помещика-дворянина, служащего земской управы и председателя дворянской опеки В. С. Толстого.
В 1898 году закончила педагогические курсы при Симбирской женской гимназии.
В 1899 году начала преподавать в школе села Биляр Елабужского уезда Вятской губернии. Школа была русская, занятия вели два учителя, и особых трудностей в работе не встречалось.

### Большие Сибы
От инспектора народных училищ узнала, что в деревне Большие Сибы, что в трёх верстах от Можги, планируют закрыть только что открытую школу.
Деревня Большие Сибы состояла из 70—80 дворов и считалась многолюдной, до 1900 года в деревне не было школы, а грамотных во всей деревне насчитывалось не более 5 человек.
В 1901 году поехала в Большие Сибы. Помещение школы не подходило для занятий, и она, по совету кучера Ивана Малкова, подыскала другое помещение под школу — дом Головенкина в соседней деревне Малые Сибы. Местные власти, учитывая бродившие в обществе революционные идеи и «толстовщину», с подозрением отнеслись к поступку Толстой, и по настоянию религиозных кругов за учительницей было установлено негласное наблюдение.
Ученики — 15 мальчиков, только один был русским из соседней деревни, остальные — удмурты, из которых только трое понимали по-русски и то очень мало. На занятия совсем не ходили девочки — «Кто-то очень крепко внушил в деревне, что женский ум — не для учёбы», но Толстая смогла убедить некоторых родителей отдать в школу и девочек.

Ребята забитые, мрачные. Школа странная и страшная. Внизу — скот, вверху — комнатка в четыре квадратных метра. Это — и класс, и квартира учителя. Начинать надо было заново. Сбежали три учителя. Не выдержали.— В.В. Толстая
Полгода ушло на взаимное обучение учителя и учеников языку. Бывшие солдаты, знавшие русский язык и немного грамотные, помогли учительнице составить словарь, перевели несколько самых необходимых фраз. Перевела на удмуртский язык Букварь и «Книгу для чтения» Тихомирова. В течение года ученики освоили букварь и уже в 1902 году состоялся первый выпуск в четыре человека.
В 1903 году в Больших Сибах было построено новое здание школы (ныне в этом здании находится Дом-музей В. В. Толстой), первые восемь лет работала в школе одна, занимаясь со всеми 4 классами.
Со временем дети стали звать учительницу не только дышетйсь (учитель), но и анай (мама). Завоевала авторитет местных жителей не только как учительница. Зная основы медицины и сама могла оказать помощь, и, как освоившая удмуртский язык, могла переводить приезжающему земскому врачу. Однако, испытала и немало притеснений. Так, весной 1908 года кто-то ночью выбил стекла в школе и на квартире учительницы. Толстая покинула деревню, вместо неё земство прислало другого учителя. Жители Больших Сиб просили Толстую вернуться, написали прошение в земскую управу, приехав за учительницей на 12-ти подводах. В годы Гражданской войны, когда заработную плату учителям не платили, местные жители взяли на себя снабжение учительницы продуктами.
Прекрасно изучила обряды и обычаи удмуртской деревни, психологические особенности населения. Автор записок представляющих ценный этнографический материал. В 1915 году на волостном учительском собрании отметила, что причиной бегства учителей из вотских школ являются бытовые и материальные проблемы, а не незнание удмуртского языка или местные обряды, которые «кажутся чем-то ужасным, страшным, а на самом деле и сами жители не придают им уже былого большого религиозного значения, и с ростом школы замечается падение интереса к ним».
В 1921 году от учителей Можгинского уезда выступала на Съезде работников просвещения в городе Глазове, с докладом о языке обучения, о трудовом воспитании и о положении народного учителя. Активно поддержала видного педагога и методиста И. С. Михеева по вопросу включения в программу трудовой школы курсов краеведения.
До 1925 года проработала в школе деревни Большие Сибы, отдав ей 25 лет. Её сменила Н. Н. Медведева.

### Дальнейшая биография
С 1925 года учительствовала в школе деревни Чумойтло и на курсах пчеловодов Можгинского района.
В 1930-е годы работала на разных должностях в городе Можге: инспектором районного отдела народного образования, библиотекарем Можгинского педучилища, сотрудником краеведческого музея.
В 1944 году вышла на пенсию, и по просьбе тяжело заболевшей сестры переехала в Москву. Проживала в доме № 15 на Первой Брестской улице.
Умерла в 1968 году в Москве, прах был похоронен на кладбище города Можга согласно её завещанию: «Хочу быть похороненной в Можге. Там моя вторая родина. Там мои земляки».

Любить литературу меня научила Вера Васильевна Толстая. После уроков она нам, ученикам школы в Больших Сибах, часто читала произведения Пушкина, Гоголя, Толстого.— уроженец села Большие Сибы, ученик В.В. Толстой, удмуртский писатель Игнатий Гаврилович Гаврилов

Она беспокоилась о будущем удмуртского языка … Вера Васильевна сокрушалась, что «газеты портят удмуртский язык». Задал ей несколько вопросов. Из всего сказанного я выяснил, что журналисты, разрушая конструкцию удмуртского языка, делают дословные переводы с русского языка и получается текст неуклюжий — не удмуртский и не русский.— Народный художник Удмуртской АССР Семён Николаевич Виноградов

## Признание и память
В 1945 году ей присвоено звание «Заслуженный учитель УАССР». В 1946 году награждена орденом «Знак Почёта». В 1966 году её имя внесено в Почётную книгу трудовой славы и героизма УАССР.
В 1979 году мемориальная плита на её могиле на городском кладбище объявлена памятником регионального значения.
Её именем названа одна из улиц Можги. В 2015 году на здании Можгинского педучилища открыта мемориальная доска.
В деревне Большие Сибы действует Дом-музей В. В. Толстой, в котором вплоть до 1973 года была деревенская школа.
Родник, текущий в Сибах также связывают с её именем. Считается, что именно Вера Васильевна в 1901 году нашла его и стала со своими учениками заботиться об источнике.